# Praslinia cooperi
Praslinia cooperi es una especie de anfibio gimnofión de la familia Indotyphlidae. Es la única especie del género Praslinia. El nombre del género deriva del de la isla Praslin, localidad citada como la de hallazgo de un ejemplar; aunque se considera que la cita puede ser errónea. Es endémica de las Seychelles: habita en las islas Mahé y Silhouette. Se halla a una altitud superior a los 280 m s. n. m.